# 快速ミューザ

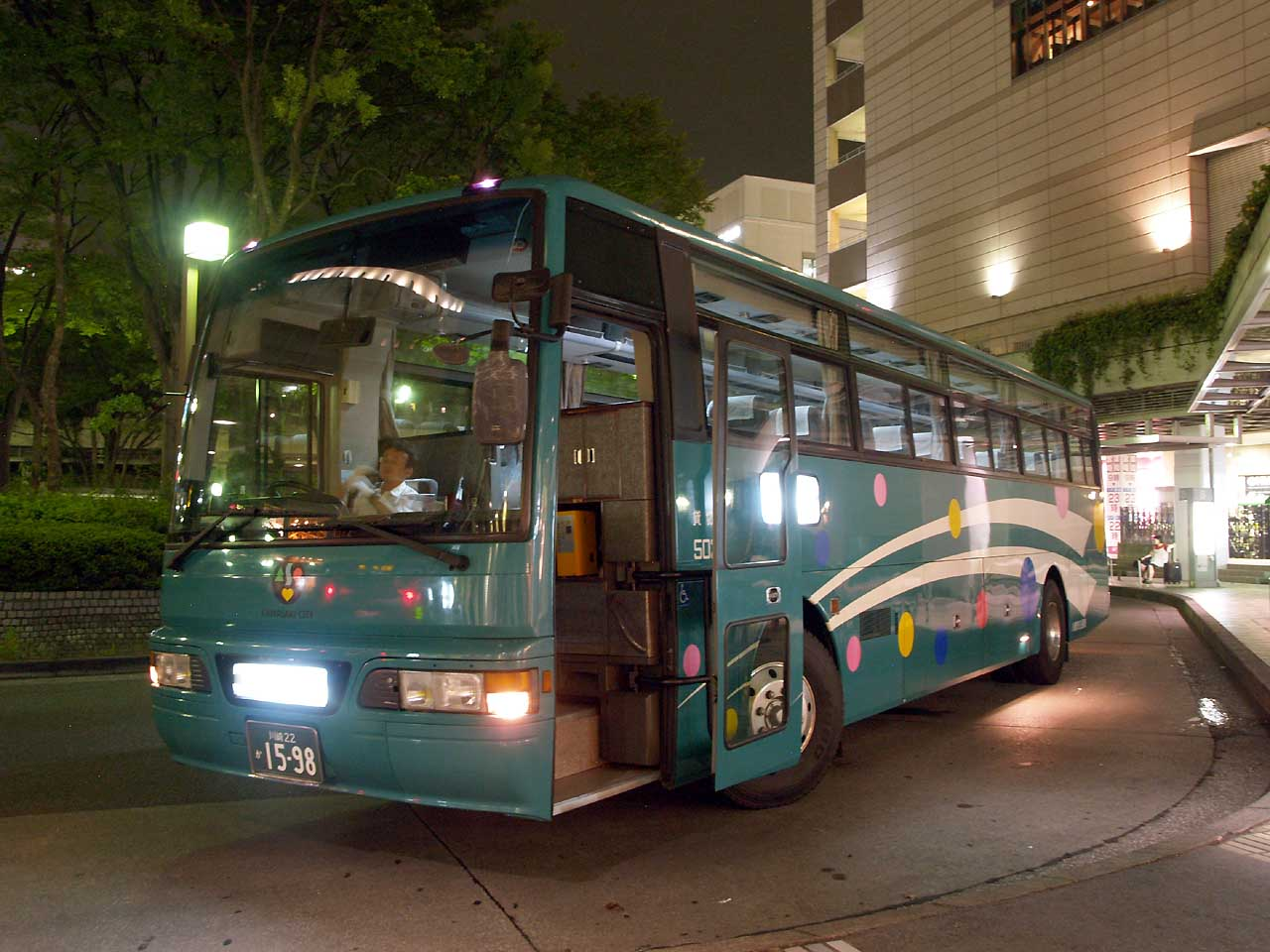
新百合ヶ丘駅に到着した快速ミューザ
日産ディーゼル・スペースアロー

快速ミューザ（かいそくミューザ）は、川崎市交通局（川崎市バス）が運行していた臨時快速バス。川崎駅西口再開発に伴い建設されたミューザ川崎に、コンサートホール「ミューザ川崎シンフォニーホール」が開業したことに伴い、2004年から不定期運行していた。
同ホールでのコンサート開催日に、終演後の夜間時間帯に観客の帰宅アクセスを担うため、川崎駅西口から宮前平駅を経由し新百合ヶ丘駅へ片道運行されていた。現在は運行されていない。

## 概要
2004年7月に路線が新設され、同年8月20日に初運行した。2004年度は9月4日・10月30日・11月25日・12月24日・1月14日に運行された。 臨時便であり、毎日運行ではない。
「快速ミューザ」運行開始にあたり、それまで川崎市バスの免許がなかった、尻手駅前 - 末吉橋 - 南加瀬交番前・北加瀬 - 木月天王森（どちらも尻手黒川道路を直進）・田園調布学園大学前 - 日光（全て川崎市バスの停留所名）の3区間において、川崎市バスが新規に路線免許を取得した。このうち尻手駅前 - 末吉橋間は横浜市鶴見区を経由する。
川崎市の南側（尻手駅 - 末吉橋間は横浜市鶴見区）を横断する幹線道路である尻手黒川道路を走破し、運行距離は22.8kmで、臨時便ではあるが川崎市バス最長であった。
運行開始当初は、川崎駅西口周辺の路線を担当する上平間営業所が担当していたが、翌2005年秋頃に鷲ヶ峰営業所へ移管された。夜間のみの運行の上、片道運行で復路が回送となり、上平間営業所の担当では深夜時間帯の新百合ヶ丘駅からの回送距離が長く、営業所への帰庫時間が遅くなるため、経費節減と担当運転士の負担軽減を図る理由で、新百合ヶ丘駅に近い鷲ヶ峰営業所へ移管したものと思われる。
運行開始時は、停車するバス停留所は野川・宮前平駅・清水台・稗原・新百合丘駅前のみであった。2006年6月12日の運行から停車停留所を変更（経路の変更はなし）。宮前平駅 - 新百合丘駅前間では経路上の全ての停留所に停車するようになった（2013年時点でも同様）。
2011年3月11日に発生した東日本大震災により、ミューザ川崎シンフォニーホールが甚大な被害を受けたため、2013年3月31日まで長期運休となった。

## 沿革
- 2004年
  - 7月「快速ミューザ」路線新設。
  - 8月20日：「快速ミューザ」初運行。上平間営業所が担当。
- 2005年秋：鷲ヶ峰営業所へ移管。
- 2006年6月12日：この日の運行より停車するバス停留所を変更。宮前平駅 - 新百合ヶ丘駅間が各停となる。
- 2009年4月：スペースアロー除籍により車両変更。一般路線用のかわさきノルフィンラッピングバスで運行されることになる（ただし4月17日現在運行実績なし）。
- 2011年3月11日 - 2013年3月31日：東日本大震災によりミューザ川崎シンフォニーホールが甚大な被害を受け、長期運休となる。
- 2013年4月1日：運行再開。

## 運行内容
- 川崎駅西口にあるミューザ川崎シンフォニーホールでのコンサート開催日の終演後に運行される[1]。運行計画は外部リンクを参照。
- 川崎駅西口の発車時刻は、コンサートの演目に左右され一定ではないが、おおむね20〜21時台である。
- 観光バス車両を使用していた頃は、定員49名の座席定員制（補助席を使用すれば60名まで対応、立席乗車は不可）であった。乗車は先着順で定員に達すると乗車を締め切る。
  - なお、2008年7月までの運転で定員に達したことはない。運行開始時の交通局の発表では、乗客数が多ければ増車するとしていたが、増車されたこともない。
- 一般路線バス用の車両に変更されてからは、定員73名（立席を含む）である。

### 運賃
- 大人420円・小児210円[1]
- 市バス標準運賃（大人210円・小児110円）の倍額で、市バスの深夜バス運賃と同額。なお、定期券・特別乗車証・一日乗車券（当日有効のものに限る）を持つ乗客は半額で乗車できる。
  - 観光バス車両を使用していた頃は、運賃箱はアクアライン高速バス時代のままで、バス共通カードおよびPASMOに対応していなかったため、バス共通カード、交通系ICカードPASMO・Suica（IC定期券等を含む）は使用できなかった。

## 路線
川崎駅西口→新百合丘駅前の片道運行で、川崎市の南側を縦断する尻手黒川道路を走行する。
川崎駅西口→宮前平駅間（太字で表示）は快速運転で、野川以外の停留所には停車しない。乗車停留所は川崎駅西口のみで、その他の停留所からは乗車できず、各停留所ではその旨の告知がなされていた。
〈停車する全停留所を記載〉
- 川崎駅西口→野川→宮前平駅→土橋神社前→土橋→犬蔵→犬蔵公民館前→菅生車庫→清水台→北部市場前→水沢一丁目→稗原→かわさき記念病院前→潮見台→田園調布学園大学前→東百合ヶ丘四丁目→吹込→日光→山口台中央→青葉幼稚園前→麻生スポーツセンター入口→新百合丘駅前

## 車両

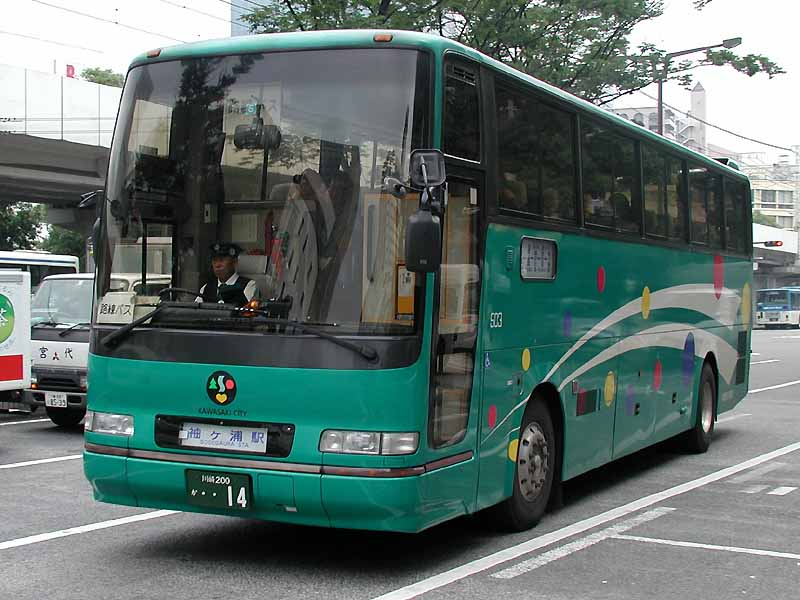
日野・セレガ
横浜市営バスからの中古導入車
アクアライン高速バス時代の写真。高速バス撤退後に「快速ミューザ」へ転用された。

貸切仕様の日産ディーゼル・スペースアローが使用されていたが、2009年3月をもって除籍された。横浜市交通局から購入した日野・セレガも使用されていたが、2006年に除籍されている。これらの車両は川崎市バスが東京湾アクアラインの高速バス路線向けに導入したもので、2004年3月にアクアライン高速バスから撤退した後は、快速ミューザおよび貸切バスとして使用されていた。
スペースアローの除籍により観光系の貸切車は全廃となったため、以降の運行は一般路線用のかわさきノルフィンラッピングバスで運行されることとなった。